# Caladenia flaccida
Caladenia flaccida é uma espécie de orquídea, família Orchidaceae, endêmica da Austrália, onde existe no sul, Queensland e New South Wales onde cresce isolada em grupos pequenos, ou grandes colônias, em bosques, áreas reflorestadas, ou de vegetação arbustiva e afloramentos de granito, em áreas de solo bem drenado mas ocasionalmente nas areias ao redor de lagos salgados e planícies sazonalmente alagadiças, com flores de sépalas e pétalas externamente pubescentes, muito estreitas, caudadas, longas e filamentosas, bem esparramadas, que vagamente lembram uma teia de aranha. No labelo têm calos prostrados em forma de bigorna. São plantas com uma única folha basal pubescente e uma inflorescência rija, fina e pubescente, com uma ou poucas flores, mas que em conjunto formam grupo vistoso e florífero.

## Publicação e sinônimos
- Caladenia flaccida D.L.Jones, Austral. Orchid Res. 2: 24 (1991).

Sinônimos homotípicos:
- Calonema flaccidum (D.L.Jones) Szlach., Polish Bot. J. 46: 17 (2001).
- Calonemorchis flaccida (D.L.Jones) Szlach., Polish Bot. J. 46: 140 (2001).
- Jonesiopsis flaccida (D.L.Jones) D.L.Jones & M.A.Clem., Orchadian 14: 181 (2003).